# Barcelona World Race

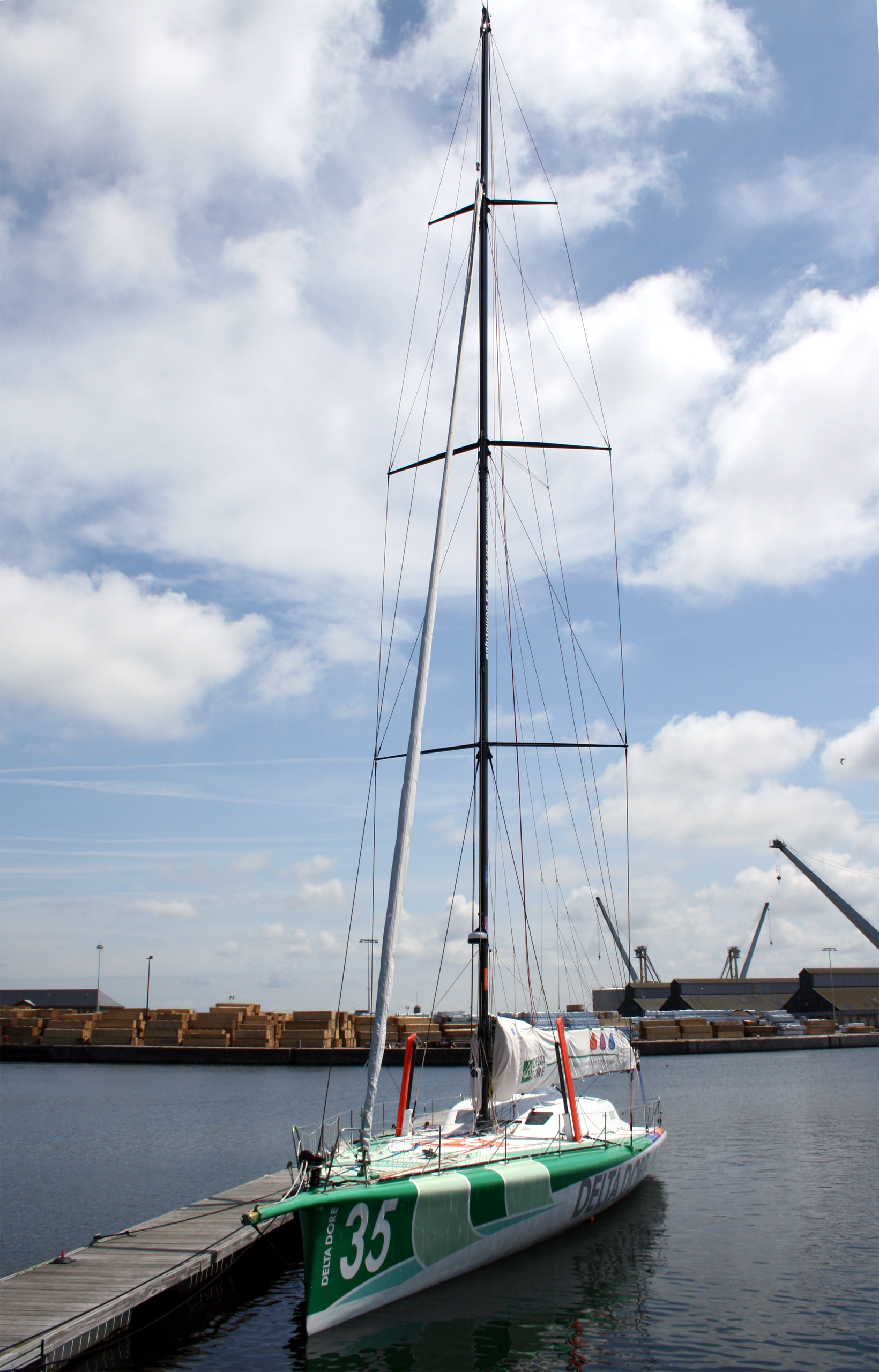
El Delta Dore a Saint-Malo

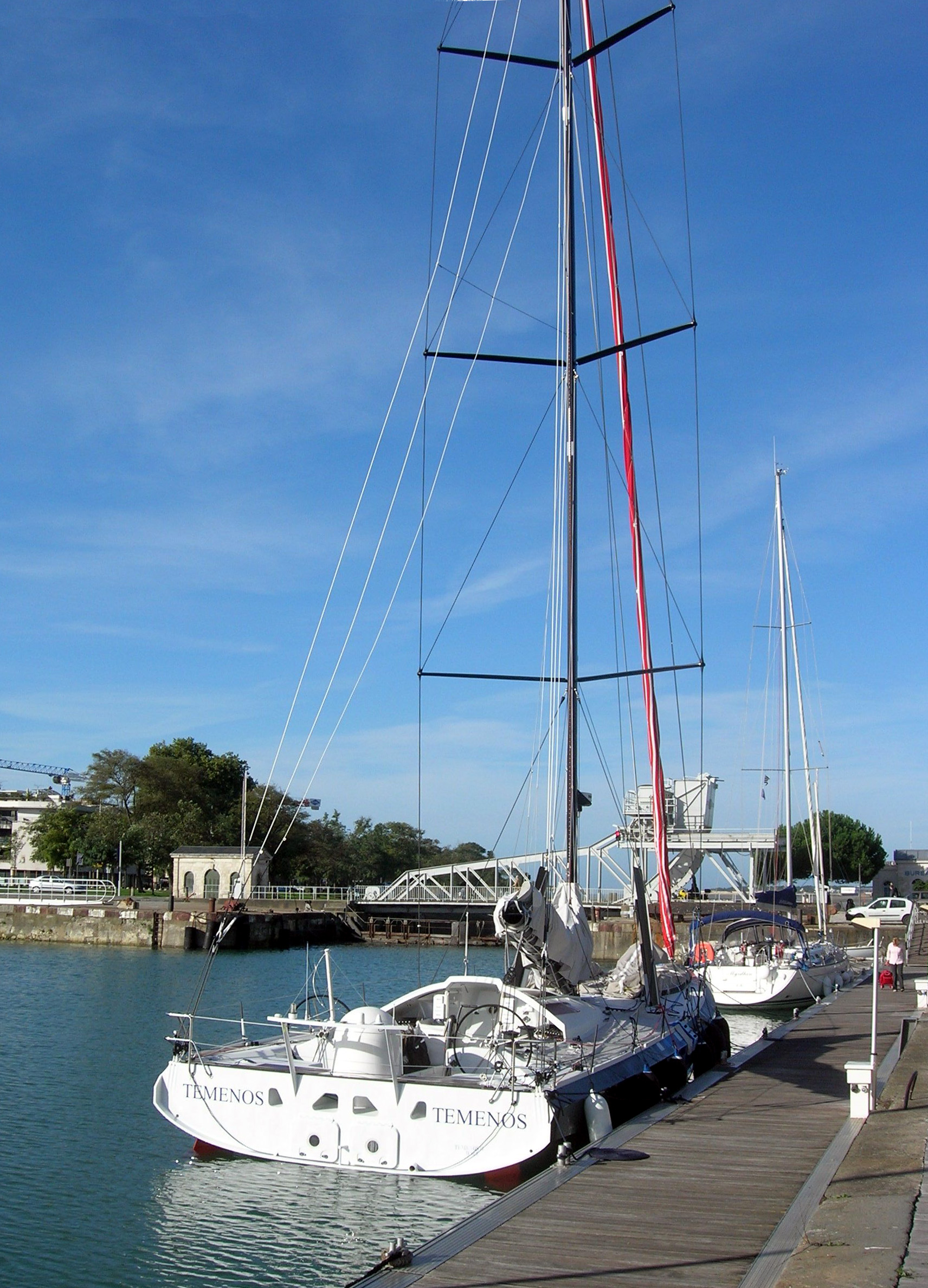
El Temenos a La Rochelle

La Barcelona World Race és una competició de vela esportiva per a vaixells de dos tripulants que es disputa cada quatre anys. La competició és organitzada per la Fundació per la Navegació Oceànica de Barcelona (FNOB) i té com a punt de partida el port de Barcelona. La seva durada és de 3 mesos durant els quals els vaixells recorren una distància d'uns 46.300 quilòmetres pels diferents oceans i mars del món, sense escales. És oberta a naus de tipus IMOCA Open 60, monocascs de 18 metres. Després d'haver descartat l'edició de 2018-2019, es preveu que la propera edició se celebri el 2022 o 2023.

## Primera edició
La primera edició de la prova sortí del port de Barcelona l'11 de novembre de 2007.

### Equips participants
| Equip                   | Regatistes                          | Constructor                      |
| ----------------------- | ----------------------------------- | -------------------------------- |
| Delta Dore              | Jérémie Beyou · Sidney Gavignet     | JMV Industries                   |
| Educación sin Fronteras | Albert Bargués · Servanne Escoffier | Marten Yachts                    |
| Estrella Damm           | Guillermo Altadill · Jonathan McKee | Offshore Challenges Sailing Team |
| Hugo Boss               | Alex Thomson · Andrew Cape          | Jason Carrington                 |
| Mutua Madrileña         | Javier Sansó · Pachi Rivero         | Southern Ocean Marine            |
| Paprec-Virbac           | Jean-Pierre Dick · Damian Foxall    | Southern Ocean Marine            |
| PRB                     | Vincent Riou · Sébastien Josse      | Southern Ocean Marine            |
| Temenos II              | Dominique Wavre · Michéle Paret     | Southern Ocean Marine            |
| Veolia Environement     | Roland Jourdain · Jean-Luc Nélias   | JMV Industries                   |

### Recorregut
El recorregut de la competició és el següent:
- Barcelona-Estret de Gibraltar
- Estret de Gibraltar-Illes Canàries
- Illes Canàries-Fernando de Noronha
- Fernando de Noronha-Cap de Bona Esperança
- Cap de Bona Esperança-Estret de Cook
- Estret de Cook-Cap d'Hornos
- Cap d'Hornos-Fernando de Noronha]
- Fernando de Noronha-Estret de Gibraltar

### Classificació
- 1r - Paprec-Virbac, 92 dies, 8 hores, 49 minuts, 49 segons.
- 2n - Hugo Boss, 94 dies, 17 hores, 34 minuts, 57 segons.
- 3r - Temenos II, 98 dies, 6 hores, 9 minuts, 10 segons.
- 4t - Mutua Madrileña, 99 dies, 12 hores, 18 minuts, 40 segons.
- 5è - Educación sin Fronteras, 108 dies, 18 hores, 55 minuts, 2 segons.

Abandonaments
- PRB, abandona el 8 de desembre.
- Delta Dore, abandona l'11 de desembre.
- Estrella Damm, abandona el 14 de desembre.
- Veolia Environnement, abandona el 17 de desembre.

## Segona edició
La segona edició de la prova sortí del port de Barcelona el 31 de desembre de 2010. El recorregut passarà pels caps de Bona Esperança, Leeuwin i Hornos, i per l'estret de Cook. L'equip guanyador va ser el francès Vibrac-Prapec, que va arribar el 4 d'abril a les 12:20.
Els equips participants foren els següents:
- Central Lechera Asturiana
- Estrella Damm Sailing Team : Alex Pella  / Pepe Ribes
- Foncia: Michel Desjoyeaux  / François Gabart
- Forum Maritim Catala
- GAES Centros Auditivos : Dee Caffari (GB) / Anna Corbella
- Groupe Bel: Kito de Pavant  / Sébastien Audigane
- Hugo Boss: Alex Thomson (GB) / Andy Meiklejohn (NZ)
- Mapfre
- Mirabaud : Dominique Wavre (SUI) / Michèle Paret
- Neutrogena
- Président: Jean Le Cam (FR) / Bruno Garcia (ESP)
- Renault: Pachi Rivero (ESP) / Antonio Piris (ESP)
- Virbac-Paprec 3 : Jean-Pierre Dick  / Bruno Peyron
- We Are Water

## Tercera edició
| IMOCA (8 inscrits) | IMOCA (8 inscrits) | IMOCA (8 inscrits) | IMOCA (8 inscrits) | IMOCA (8 inscrits)                | IMOCA (8 inscrits) | IMOCA (8 inscrits)                                        | IMOCA (8 inscrits)                                        | IMOCA (8 inscrits)                                        | IMOCA (8 inscrits) |
| Competidors        | Competidors        | Competidors        | Competidors        | Vaixell                           | Vaixell            | Classificació                                             | Arribada                                                  | Arribada                                                  |                    |
| Tripulant 1        | Nacionalitat       | Tripulant 2        | Nacionalitat       | Nom del vaixell                   | Avarament          | General                                                   | Data                                                      | Temps                                                     |                    |
| ------------------ | ------------------ | ------------------ | ------------------ | --------------------------------- | ------------------ | --------------------------------------------------------- | --------------------------------------------------------- | --------------------------------------------------------- | ------------------ |
| Bernard Stamm      | Suïssa             | Jean Le Cam        | França             | Cheminées Poujoulat               | 2007               | 1                                                         | 25                                                        | 84 d 5 h 50 min 25 s                                      |                    |
| Guillermo Altadill | Espanya            | José Muñoz         | Xile               | Neutrogena                        | 2007               | 2                                                         | 31                                                        | 89 d 11 h 47 min 0 s                                      |                    |
| Anna Corbella      | Catalunya          | Gerard Marín       | Catalunya          | GAES Centros Auditivos            | 2007               | 3                                                         | 1                                                         | 91 d 5 h 9 min 28 s                                       |                    |
| Aleix Gelabert     | Catalunya          | Dídac Costa        | Catalunya          | One Planet, One Ocean & Pharmaton | 2000               | 4                                                         | 8                                                         | 98 d 9 h 12 min 9 s                                       |                    |
| Bruno Garcia       | Catalunya          | Willy Garcia       | Catalunya          | We are water                      | 2007               | 5                                                         | 9                                                         | 99 d 3 h 6 min 28 s                                       |                    |
| Jörg Riechers      | Alemanya           | Sébastien Audigane | França             | Renault Captur                    | 2007               | 6                                                         | 16                                                        | 105 d 23 h 35 min 22 s                                    |                    |
| Nándor Fa          | Hongria            | Conrad Colman      | Nova Zelanda       | Spirit of Hungary                 | 2014               |                                                           |                                                           |                                                           |                    |
| Alex Thomson       | Regne Unit         | Pepe Ribes         | Catalunya          | Hugo Boss                         | 2010               | Abandona el 15 de gener a causa d'un trencament de màstil | Abandona el 15 de gener a causa d'un trencament de màstil | Abandona el 15 de gener a causa d'un trencament de màstil |                    |